# John Wayne
Marion Robert Morrison (Winterset, Iowa, 26 de mayo de 1907-Los Ángeles, 11 de junio de 1979), conocido artísticamente como John Wayne, fue un actor y director estadounidense que comenzó su carrera en el cine mudo en la década de 1920. Fue el símbolo de lo rudo y masculino, además de ser un icono estadounidense  y símbolo de Angloamérica durante muchas décadas. Es memorable el timbre distintivo de su voz, su forma de caminar y su presencia física. Es célebre su eslogan "John Wayne es Estados Unidos" al igual que su postura política conservadora y republicana, amén de su apoyo a las posturas políticas anticomunistas de la década de 1950. Tiene el récord de la mayor cantidad de papeles protagonistas en la historia del cine con 142.
En 1999, el American Film Institute le otorgó el lugar #13 en su lista de las 100 Estrellas Más Grandes de Todos los Tiempos. Una encuesta Harris publicada en 2007 le otorgó el tercer lugar entre las estrellas favoritas de los Estados Unidos, la única estrella ya fallecida de la encuesta y a la vez, la única estrella que había estado apareciendo en ella todos los años.
Su carrera como actor comenzó en el cine mudo de la década de 1920, pero su éxito y fama se consolidaron entre las décadas de 1940 y 1970. Su imagen ha quedado asociada, para muchos, al wéstern y el cine bélico, a pesar de que en realidad trabajó en muchos otros géneros (biografías, comedias románticas, dramas policíacos, aventuras, etc.).
Falleció de cáncer de estómago el 11 de junio de 1979, 16 días después de haber cumplido 72 años.

## Vida y carrera

### Nacimiento y orígenes

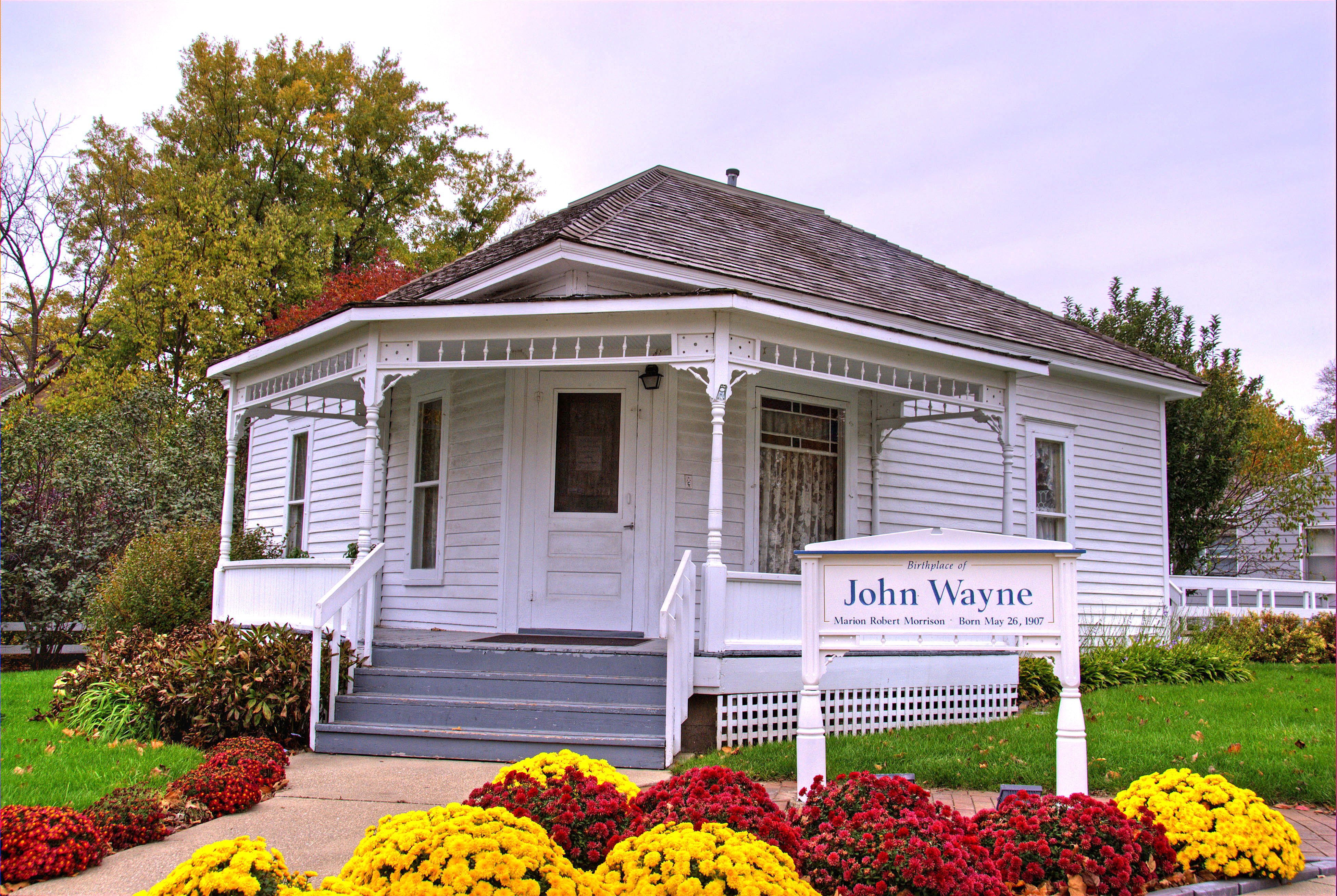
La casa en Winterset, Iowa donde Wayne nació en 1907.

John Wayne nació en 1907 en Winterset, Iowa, y le pusieron el nombre de Marion Robert Morrison, aunque sus padres se lo cambiaron a Marion Mitchell Morrison cuando decidieron llamar a su siguiente hijo Robert. Su familia era presbiteriana. Su padre, Clyde Leonard Morrison, era descendiente de escoceses e irlandeses e hijo de un veterano de la guerra civil estadounidense, mientras que su madre, Mary Alberta Brown, era descendiente de irlandeses. En 1911 toda la familia se mudó a Glendale, California. Fueron los vecinos de Glendale quienes comenzaron a llamar al pequeño Wayne Little Duke porque tenía un perro llamado Duke, un Airedale Terrier, que siempre le seguía de camino a la escuela deteniéndose a veces en el puesto de bomberos. Los bomberos sabían que el perro se llamaba Duke, y empezaron a llamar "Big Duke" al perro y "Little Duke" al pequeño Wayne. Él prefería Duke a Marion, por lo cual este nombre le quedaría para el resto de su vida. John Wayne fue miembro de la Orden DeMolay.

### Paso por la universidad
Sus primeros años estuvieron marcados por la pobreza. Duke era un estudiante bueno y popular. Alto para su edad, fue un jugador estrella de fútbol americano en la escuela secundaria de Glendale y fue reclutado por la Universidad del Sur de California (USC).
En esta universidad fue miembro de los Trojan Knights y se unió a la fraternidad Sigma Chi. El joven Morrison también jugó en el equipo de fútbol americano de la universidad a las órdenes del legendario entrenador Howard Jones. Una lesión sufrida aparentemente mientras nadaba cortó su carrera deportiva, y también perdió su beca deportiva, por lo que no pudo finalizar sus estudios en la USC.

### Sus inicios en el cine

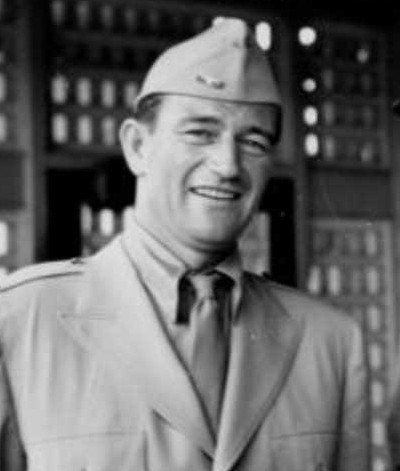
John Wayne en 1943

Mientras estaba estudiando, Morrison empezó a trabajar cerca de los estudios de rodaje. La estrella del wéstern Tom Mix le ofreció un trabajo temporal durante un verano a cambio de entradas para los partidos de fútbol, y Duke pronto comenzó a tener pequeños roles e hizo amistad con el director de cine John Ford. Durante este período Morrison apareció junto a sus compañeros de equipo de la USC como jugador de fútbol en la película Maker of Men de Columbia Pictures (filmada en 1930 y estrenada en 1931), protagonizada por Richard Cromwell y Jack Holt. En la película, Wayne aparece en los créditos como Marion Morrison.
Su primer papel como protagonista fue después de dos años de trabajo en William Fox Studios, en la película La gran jornada (The Big Trail), de 1930. El director de la película, Raoul Walsh (quien descubrió a Wayne), le dio el nombre artístico de John Wayne por el general de la Guerra de Independencia de los Estados Unidos Anthony Wayne. Los especialistas para escenas de riesgo le enseñaron a cabalgar y otras habilidades utilizadas en las películas del Oeste.

### Sus primeros éxitos
La gran jornada fue el primer wéstern épico con sonido, en el que Wayne mostró sus habilidades en escena, aunque fue un fracaso comercial. Nueve años después, su actuación en La diligencia (Stagecoach) lo convirtió en una estrella. Entretanto, realizó wésterns, los más destacados con Monogram Pictures, y series para Mascot Studios, donde hizo el rol del trasunto de D'Artagnan (teniente Tom Wayne) en la serie Los tres mosqueteros, del año 1933, que fue una adaptación de la novela de Dumas a los tiempos modernos, convirtiendo a los mosqueteros en miembros de la legión extranjera francesa y a D'Artagnan en un piloto de los Estados Unidos. Ese mismo año, Wayne tuvo un pequeño papel en la exitosa y escandalosa película de Alfred E. Green Baby Face.
A partir de 1928 y durante los 35 años siguientes, Wayne aparecería en más de 20 películas de John Ford, entre ellas La diligencia (1939), La legión invencible (1949), El hombre tranquilo (1952), Centauros del desierto (1956), The Wings of Eagles (1957) y El hombre que mató a Liberty Valance (1962).
Uno de los papeles más apreciados de Wayne fue en The High and the Mighty (1954), dirigida por William A. Wellman y basada en la novela de Ernest K. Gann. Su papel de un heroico aviador fue ampliamente aclamado. Island in the Sky (1953) está relacionada con esta película y ambas fueron hechas con un año de diferencia por los mismos productores y el mismo director, escritor, editor y distribuidor.

### Premios y reconocimiento

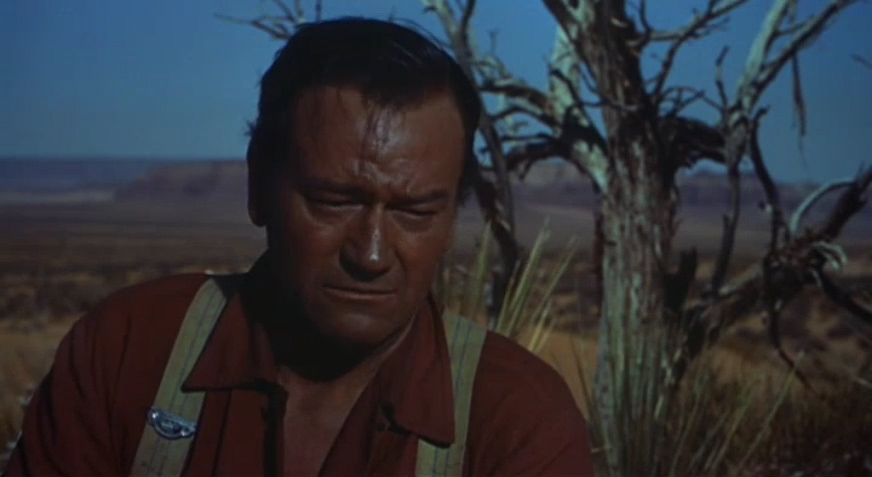
John Wayne en The Searchers (1956).

Wayne ganó un Óscar al mejor actor por su papel en la película Valor de Ley (1969). Muchos piensan que el premio fue otorgado en reconocimiento a sus 40 años de carrera, más que por su interpretación en este filme en particular, ya que tuvo mejores actuaciones en Río Rojo (1948), La legión invencible (1949 ) y Centauros del desierto. Wayne también estuvo nominado para mejor actor en Arenas de Iwo Jima, y la película El Álamo (1960) estuvo nominada para el Óscar a la mejor película, que fue producido por Wayne. Asimismo, dirigió la película Boinas verdes (1968), la única película hecha durante la guerra de Vietnam que mostraba a soldados estadounidenses a favor del conflicto. Dentro de una sección élite del ejército como son los Boinas Verdes Green Berets.

### Actividad política
Tal vez debido a su gran popularidad, o a su posición como el republicano más famoso de Hollywood, el Partido Republicano le propuso presentarse como candidato a presidente en 1968. Wayne rechazó la propuesta porque no creía que el público pudiera tomar en serio a un actor en la Casa Blanca. Sin embargo, Wayne apoyó la candidatura de su amigo Ronald Reagan como gobernador de California en 1966 y en 1970, quien años más tarde sería Presidente de los Estados Unidos.
También fue un miembro destacado de la Asociación Nacional del Rifle (siglas en inglés: NRA) de Estados Unidos.

### Problemas de salud y fallecimiento

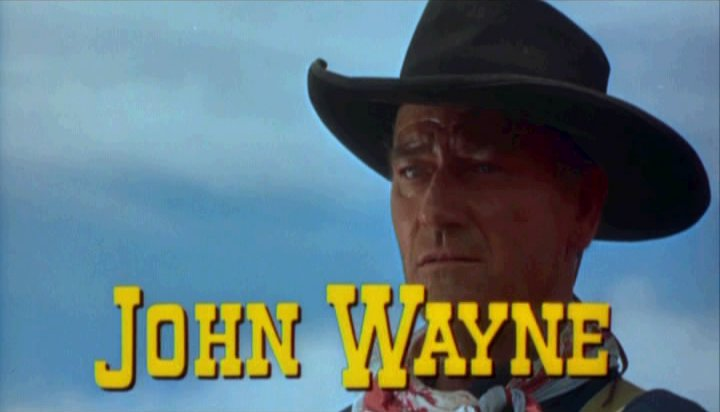
John Wayne en The Searchers (1956).

John Wayne sufrió cáncer, enfermedad que se atribuyó a la radiación a la que se había expuesto en 1956 durante el rodaje de la película histórica El conquistador de Mongolia. Dicho filme se rodó en el desierto de Utah, cerca de un campo de pruebas nucleares, y el equipo de rodaje desconocía las posibles secuelas de su exposición al polvo radioactivo. Los coprotagonistas en el filme, Susan Hayward y Pedro Armendáriz también murieron debido al cáncer. Agnes Moorehead, así como otros más de los 40 miembros del equipo de filmación.
En septiembre de 1964 se le diagnosticó un cáncer de pulmón y fue sometido con éxito a una intervención quirúrgica para extraerle el pulmón izquierdo y dos costillas. En 1966, Pilar y él seguían casados, pero solo oficialmente, ya que ella se había cansado de seguirle a todos los lugares donde se rodaban las películas que protagonizaba. Él se trasladó de Encino a Newport Beach. Allí frecuentaba la iglesia católica en la isla de Balboa. Allí "meditaba, contemplaba y hablaba con Dios", dijo Gretchen, el sacerdote que le trató.
El 11 de junio de 1979 su estado de salud empeoró lentamente. El padre Curtis fue a verle. Aunque seguía en coma, su hijo le preguntó "Papá, el capellán quiere verte", pensando que no respondería. Ya estaba saliendo de la habitación cuando le oyó decir "De acuerdo". Estuvieron solos 15 minutos. A las 17:23 horas de ese mismo día, Wayne fallecería de cáncer de estómago, en el Centro Médico de la Universidad de California en Los Ángeles. Según su hijo Patrick y su nieto Matthew Muñoz, sacerdote en la diócesis de Orange en California, se convirtió al catolicismo poco antes de su muerte. Fue enterrado en el cementerio Pacific View Memorial Park, de Corona del Mar, California. Es popular la falsa creencia de que para evitar una posible profanación, su esposa, Pilar Pallete, enterró su cadáver en una tumba anónima, mientras que se colocó una placa conmemorativa en un espacio sin tumba debajo. Pidió que su epitafio fuera "Feo, Fuerte y Formal", en español. Pero lo cierto es que su tumba sí lleva su nombre con el siguiente epitafio: "El mañana es lo más importante en la vida. Entra muy limpio en nosotros a media noche. Es perfecto cuando llega y se pone en nuestras manos, esperando que hayamos aprendido algo del ayer", que es una frase que citó el actor en entrevista.
El arzobispo de Panamá, Marcos Gregorio McGrath, celebró su funeral en Nuestra Señora de los Ángeles, en Corona del Mar, el 15 de junio. Al acto solo asistieron los familiares de Wayne. Su mujer falleció el 24 de junio de 2003, en el septuagésimo aniversario de su boda con Duke.

### Vida privada
Wayne se casó tres veces. Sus esposas fueron: Josephine Alicia Sáenz de ascendencia española (de quien se divorció en 1945), la mexicana Esperanza Baur (de quien se divorció en 1954) y la peruana Pilar Pallete (con quien seguía casado cuando falleció en 1979). Con Josephine tuvo cuatro hijos: Michael Wayne (23 de noviembre de 1934 - 2 de abril de 2003), Toni Wayne (25 de febrero de 1936 - 6 de diciembre del 2000), Patrick Wayne (15 de julio de 1939), Melinda Wayne (3 de diciembre de 1940), y tuvo tres con Pilar: Aissa Wayne (31 de marzo de 1956), autora de una memoria de su vida como hija de John Wayne; Ethan Wayne (22 de febrero de 1962) y Marisa Wayne (22 de febrero de 1966).
Fue amigo personal de quien fuera su mejor pareja en el cine, la actriz Maureen O'Hara. La química que se estableció entre ellos en filmes como Río Grande y The Quiet Man los hizo una pareja muy apreciada por el público. Después de su muerte, O'Hara logró que el Congreso estadounidense emitiera una medalla conmemorativa en honor a John Wayne.

## Filmografía (parcial)
- Filmografía
- Según Internet Movie Database (IMDb), Wayne actuó en un total de 153 películas, y tiene el récord de actor con más papeles estelares, con un total de 142.[2]

### Década de 1920
- Brown of Harvard - 1926.
- Bardelys the Magnificent - 1926.
- The Great K & A Train Robbery - 1926.
- Annie Laurie - 1927.
- The Drop Kick - 1927.
- Mother Machree - 1928.
- Hangman's House - 1928.
- Speakeasy - 1929.
- The Black Watch - 1929.
- Noah's Ark - 1929.
- Words and Music - 1929.
- Salute - 1929.

### Década de 1930
- The Forward Pass - 1930
- La gran jornada (The Big Trail) - 1930
- The Hurricane Express (El expreso de la muerte) - 1932
- Jinetes del destino - 1933
- El camino de Sagebrush - 1933
- El texano afortunado - 1934
- Acero Azul (Blue Steel) - 1934
- El hombre de Utah  - 1934
- El que lleva la estrella (también conocida como Cazador de forajidos) - 1934
- Rainbow Valley - 1935
- The Dawn Rider - 1935
- Vientos del Páramo -  1936
- La Pequeña Rebelión - 1939
- La diligencia (Stagecoach) - 1939
- Three Texas Steers - 1939

### Década de 1940
- Dark Command (Mando siniestro) - 1940.
- Three Faces West - 1940.
- The Long Voyage Home (Hombres intrépidos) - 1940.
- El pastor de las colinas (The Shepherd of the Hills) - 1941.
- Los tigres voladores (Flying Tigers) - 1942.
- Reap the Wild Wind - 1942.
- Reunión en Francia (Reunion in France) - 1942.
- In Old Oklahoma (1943).
- Batallón de construcción (The Fighting Seabees) -1944.
- They Were Expendable (No eran imprescindibles / Fuimos los sacrificados) - 1945.
- Hogueras de pasión (Flamme of Barbary Coast) - 1945.
- Without Reservations (Sucedió en el tren) - 1946.
- Angel and the Badman (El ángel y el pistolero). - 1947
- Fort Apache (Sangre de héroes) - 1948.
- Río Rojo (Red River) - 1948.
- 3 Godfathers (Tres padrinos) - 1948.
- Arenas de Iwo Jima (Sands of Iwo Jima) - 1949.
- She Wore a Yellow Ribbon (La legión invencible) - 1949.
- The Fighting Kentuckian (El hombre de Kentucky) - 1949.

### Década de 1950
- Río Grande - 1950.
- Infierno en las nubes - 1951.
- The Quiet Man - 1952.
- Hondo - 1953.
- Island in the Sky - 1953.
- The High and the Mighty - 1954.
- Callejón sangriento (Blood Alley) - 1955.
- El zorro de los oceanos (The sea Chase) - 1955
- The Conqueror - 1956.
- The Searchers (Centauros del Desierto) -1956.
- Más corazón que odio - 1956
- Legend of the Lost (Arenas de Muerte) - 1957.
- The Wings of Eagles (Escrito Bajo el Sol) -1957.
- Amor a reacción (1957)
- The Barbarian and the Geisha (El bárbaro y la geisha) - 1958.
- Río Bravo - 1959.
- The Horse Soldiers (Misión de Audaces) - 1959.

### Década de 1960
- El Álamo - 1960.
- North to Alaska - 1960.
- Los comancheros - 1961.
- ¡Hatari! - 1962.
- La conquista del Oeste - 1962.
- The Man Who Shot Liberty Valance - 1962.
- El día más largo - 1962.
- McLintock! - 1963.
- Donovan's Reef - 1963.
- El fabuloso mundo del circo - 1964.
- Los cuatro hijos de Katie Elder - 1965.
- La primera victoria (In Harm’s Way) - 1965.
- El Dorado - 1966.
- La sombra de un gigante  - 1967.
- Ataque al carro blindado - 1967.
- Las boinas verdes (The Green Berets) - 1968.
- Los luchadores del infierno (Hellfighters) - 1969
- Valor de ley (True Grit) - 1969.
- Los Indestructibles (The Undefeated) - 1969.

### Década de 1970
- Swing Out, Sweet Land - 1970.
- Chisum - 1970.
- Río Lobo - 1970.
- El gran Jack (Big Jake) - 1971.
- The Cowboys - 1972.
- Ladrones de trenes - 1973.
- La soga de la horca - 1973.
- McQ - 1974.
- Brannigan - 1975.
- El rifle y la biblia, también conocida como El alguacil del diablo- (Rooster Cogburn) - 1975.
- The Shootist (El último pistolero)  - 1976.

## Premios y nominaciones
Premios Óscar
| Año  | Categoría      | Película           | Resultado |
| ---- | -------------- | ------------------ | --------- |
| 1950 | Mejor actor    | Arenas sangrientas | Nominado  |
| 1961 | Mejor película | El Álamo           | Nominado  |
| 1969 | Mejor Actor    | Valor de ley       | Ganador   |

Globos de Oro
| Año  | Categoría               | Película                | Resultado |
| ---- | ----------------------- | ----------------------- | --------- |
| 1966 | Premio Cecil B. DeMille | Premio Cecil B. DeMille | Ganador   |
| 1969 | Mejor Actor - Drama     | Valor de ley            | Ganador   |